# Moreland
Moreland é uma cidade  localizada no estado americano de Geórgia, no Condado de Coweta.

## Demografia
Segundo o censo americano de 2000, a sua população era de 393 habitantes.
Em 2006, foi estimada uma população de 430, um aumento de 37 (9.4%).

## Geografia
De acordo com o United States Census Bureau tem uma área de
2,3 km², dos quais 2,3 km² cobertos por terra e 0,0 km² cobertos por água.

## Localidades na vizinhança
O diagrama seguinte representa as localidades num raio de 16 km ao redor de Moreland.